# Champlin (Minnesota)
Champlin és una població dels Estats Units a l'estat de Minnesota. Segons el cens del 2000 tenia 22.193 habitants.

## Demografia
Segons el cens del 2000, Champlin tenia 22.193 habitants, 7.425 habitatges, i 5.925 famílies. La densitat de població era de 1.047,5 habitants per km².
Dels 7.425 habitatges en un 50,5% hi vivien nens de menys de 18 anys, en un 67,4% hi vivien parelles casades, en un 8,6% dones solteres, i en un 20,2% no eren unitats familiars. En el 14,9% dels habitatges hi vivien persones soles el 2,6% de les quals corresponia a persones de 65 anys o més que vivien soles. El nombre mitjà de persones vivint en cada habitatge era de 2,99 i el nombre mitjà de persones que vivien en cada família era de 3,35.
Per edats la població es repartia de la següent manera: un 33,6% tenia menys de 18 anys, un 7% entre 18 i 24, un 38,4% entre 25 i 44, un 17,4% de 45 a 60 i un 3,7% 65 anys o més.
L'edat mediana era de 32 anys. Per cada 100 dones de 18 o més anys hi havia 99,4 homes.
La renda mediana per habitatge era de 65.831 $ i la renda mediana per família de 68.890 $. Els homes tenien una renda mediana de 45.390 $ mentre que les dones 32.277 $. La renda per capita de la població era de 24.041 $. Entorn del 2,3% de les famílies i el 2,5% de la població estaven per davall del llindar de pobresa.

## Poblacions més properes
El següent diagrama mostra les poblacions més properes.